# Bentley Camargue
Bentley Camargue – samochód osobowy klasy luksusowej wyprodukowany pod brytyjską marką Bentley w 1985 roku.

## Historia i opis modelu
W 1985 roku , w schyłkowym okresie produkcji Rolls-Royce'a Camargue, obecnego na rynku w latach 1975–1986, powstała jego  bliźniacza wersja przeznaczona dla bratniej wówczas firmy Bentley. Model ten nie przeszedł modyfikacji technicznych, zyskując ten sam 220-konny silnik V8 o pojemności 6,75 litra. 
Pod kątem wizualnym Bentley Camargue, nieznacznie różnił się od pierwowzoru: zyskał inne emblematy producenta na czele z charakterystyczną figurą na szczycie osłony chłodnicy, umieszczonej ponadto także m.in. na klapie bagażnika i deklach kół. Bentley przygotował projekt atrapy chłodnicy, w którym wcięcia w poprzeczkach miały inny kształt niż w modelu Rolls-Royce'a. Samochód jest pokryty ciemnozielonym lakierem.

### Sprzedaż
Bentley Camargue początkowo miał powstać w większej serii i zadebiutować szybciej, na początku lat 80. Podobnie jak inne ówczesne modele firmy, samochód miał stanowić sportową alternatywę dla bliźniaczej konstrukcji Rolls Royce'a dzięki m.in. zmodyfikowanej jednostce napędowej z turbodoładowaniem. Popyt na oryginalny model okazał się jednak znacznie niższy od pierwotnie zakładanego, co odwiodło od wdrożenia Bentleya Camargue do seryjnej produkcji. W rezultacie, samochód powstał tylko w jednym eksperymentalnym egzemplarzu pochodzącym z 1985 roku.

### Silnik
- V8 6,75 l 220 KM